# Bulbostylis alpestris
Bulbostylis alpestris är en halvgräsart som beskrevs av Ignatz Urban. Bulbostylis alpestris ingår i släktet Bulbostylis och familjen halvgräs. Inga underarter finns listade i Catalogue of Life.